# Антоновский сельский совет (Запорожская область)
Антоновский сельский совет (укр. Антонівська сільська рада) — входит в состав
Вольнянского района
Запорожской области
Украины.
Административный центр сельского совета находится в 
с. Антоновка.

## История
- 1970 — дата образования.

## Населённые пункты совета
- с. Антоновка
- с. Владимировка
- с. Геленджик
- с. Зелёный Гай
- с. Колос
- с. Новомиргородка